# Serrat de Pleta Pelada
El Serrat de Pleta Pelada és un serrat de la part nord-oriental del municipi de Sarroca de Bellera, al Pallars Jussà. Situat a llevant del riu de Manyanet, puja des del mateix riu fins a la carena termenal amb la Torre de Cabdella, prop del Port de Filià.
Pertanyia a l'antic municipi de Benés, de l'Alta Ribagorça, agregat el 1969 al municipi pallarès de Sarroca de Bellera.